# フランソワ・ゴネシア
| フランソワ・ゴネシア     | フランソワ・ゴネシア     |
| ゴネシアが発見した小惑星 | ゴネシアが発見した小惑星 |
| ------------------------ | ------------------------ |
| 915 コゼット             | 1918年12月14日           |
| 931 ホイットモーラ       | 1920年3月19日            |

フランソワ・ゴネシア（François Gonnessiat、1856年 - 1934年10月18日）は、フランスの天文学者。

## 略歴
アン県のNurieux-Volognatで生まれた。リヨン大学で、リヨン天文台の創立者のシャルル・アンドレ(Charles André)教授の最初の学生となり、1879年に卒業後、新設されたリヨン天文台で1880年から働くことになった。天体の位置測定の精度向上の仕事で功績をあげ、1889年にフランス科学アカデミーのラランド賞を受賞した。1892年に博士号を得た。1900年に天文学の分野でも有力な学者であるアンリ・ポアンカレの推薦で、エクアドルのキトの天文台の台長に任じられ、測地学や地球科学の分野の計測を行った。1906年にフランスに戻った後、1907年から、シャルル・トレピエ(Charles Trépied)の後を継いで、アルジェ天文台の台長に任じられた。アルジェ天文台は国際協力による星表 (Carte du Ciel)作成プロジェクトに加わった。
アルジェ天文台の同僚には、同じく天文学者のヴェニアミン・ジェコフスキーがいる。なお、彼は生涯で2つの小惑星を発見し、小惑星(1177)のゴネシア (小惑星)は、彼に因んで命名された。